# Ophiogastrella gonzalezi
Ophiogastrella gonzalezi är en stekelart som beskrevs av Ian D. Gauld 1988. Ophiogastrella gonzalezi ingår i släktet Ophiogastrella och familjen brokparasitsteklar. Inga underarter finns listade i Catalogue of Life.